# Saint-Laurent-l'Abbaye
Saint-Laurent-l'Abbaye è un comune francese di 242 abitanti situato nel dipartimento della Nièvre nella regione della Borgogna-Franca Contea.

## Società

### Evoluzione demografica
Abitanti censiti